# مروان محفوظ
مروان محفوظ (1942 - 25 يوليو 2020)، مطرب وممثل مسرحي لبناني، ولد في المريجات - بوابة البقاع - عشق منذ الصغر الغناء والموسيقى. اسمه الأصلي: أنطوان، وقد أطلق عليه اسم «مروان» الفنان وديع الصافي.

## مشواره الفني
انتقل محفوظ من بلدته المريجات إلى بيروت، ليدرس أصول الغناء والموسيقى لمدة خمس سنوات على يد الأستاذ في المعهد الموسيقي في بيروت سليم الحلو. وأطل من خلال برنامج «الفن هوايتي» الذي كان يقدمه رشاد الميمي على تلفزيون لبنان. غنى مروان محفوظ في هذا البرنامج لوديع الصافي «طل الصباح» وأغاني أخرى. ومن هنا كانت انطلاقته نحو الاحتراف، إذ استدعاه الأخوان رحباني إلى فرقتهما حيث شارك في أول عمل مسرحي في بعلبك «دواليب الهوا» عام 1965م من بطولة الشحرورة صباح والفنان نصري شمس الدين.
شارك مروان محفوظ أيضاً في مهرجانات بيت الدين والأرز، إلى أن كان اللقاء مع زياد الرحباني حيث لعب مروان محفوظ البطولة في مسرحية "سهرية" إلى جانب الفنانة جورجيت صايغ وجوزيف صقر. غنى في هذه المسرحية أغاني لاقت شهرة واسعة منها: يا سيف عالإعدا طايل" و-"خايف كون عشقتك وحبيتك".
غنى محفوظ للعديد من كبار المؤلفين والملحنين، نذكر منهم: الأخوان رحباني، زياد الرحباني، وديع الصافي، فيلمون وهبي، إلياس رحباني، سهيل عرفة، جوزيف أيوب، عبد الفتاح سكر، وغيرهم...
ومن الشعراء: الأخوان رحباني، موسى زغيب، عبد الجليل وهبي، عيسى أيوب، بطرس ديب، غسان مطر، زياد رحباني، مصطفى محمود، وغيرهم.

### نشاطه المسرحي
اشترك محفوظ مع الأخوين رحباني في كل المسرحيات التي قدماها من عام 1965 إلى عام 1973. ومن بين هذه المسرحيات: دواليب الهوا، أيام فخر الدين، هالة والملك، الشخص، يعيش يعيش، صح النوم، ناس من ورق، المحطة، قصيدة حب، وغيرها.  
بين أعوام 1969 و 1974 عمل أيضاً مع المخرج ريمون حداد في بيت الدين مع مجموعة من الفنانين الكبار في مسرحيات كتبها إلياس الرحباني، ايلي شويري وغيرهما، وضمت هذه الأعمال الفنانين الكبار، أمثال: وديع الصافي، نصري شمس الدين، هدى حداد، جورجيت صايغ، ملحم بركات، ايلي شويري، مجدلا، لبيبة الشرقاوي، نديم برباري...
من بين هذه الأعمال، نذكر منها: وادي الغزار، أيام صيف، جوار الغيم، مدينة الفرح، موسم الطرابيش، ومسرحية نوار لكاتبها غسان مطر. قام مروان محفوظ ببطولتها مع ملكة جمال الكون السابقة جورجينا رزق. قام بتلحين أغاني هذه المسرحية: وديع الصافي، فيلمون وهبي، زياد الرحباني، عازار حبيب، بشارة الخوري، ومجموعة أخرى كبيرة. قدم هذا العمل عام 1975 في أستراليا وقدم عام 1976 في الكويت على مسرح الأندلس.

### نشاطه السينمائي
اشترك مروان محفوظ في فيلم الأخوين رحباني «سفر برلك» وقام ببطولة فيلم «فتيات حائرات» مع الممثلة إغراء.
تابع مروان محفوظ مسيرته الفنية من خلال اقامته الحفلات الغنائية في بلدان عديدة وأنتج الأغاني الجديدة التي قام بتلحينها الملحن سهيل عرفة حتى وفاته.

## أشهر أغانيه
| - يا سيف على الأعداء طايل - خايف كون عشقتك - بعدك يا لبنان الأخضر | - حكيولي الحكاية - طال غيابك - القميص المخملي | - مدري كيف جنيت - حلوة العينين - طلي من الليل | - حكيولي الحكاية - حالف لو شو ما صار - سرقني الزمان | - غالي غالي يا وطني - يم الشال الليموني - لوما حاكيتك |

## وفاته
توفي مروان محفوظ في 25 يوليو 2020 في مشفى الأسد الجامعي في العاصمة السورية دمشق، عن عمر حوالي 78 عام تقريبا. وذلك بعد إصابته بضيق تنفس حاد ناتج عن تعرضه لفيروس كورونا. ونعت وزارة الثقافة السورية الفنان اللبناني مروان محفوظ في بيان ورد فيه: إن الراحل الذي جاء إلى سوريا بدعوة منها لإحياء حفل في «دار الأسد للثقافة والفنون»، ضمن «مهرجان الثقافة تنتصر»، توفي إثر إصابته بفيروس كورونا.

## وصلات خارجية
- مروان محفوظ على موقع قاعدة بيانات الأفلام العربية
- مروان محفوظ على موقع ميوزك برينز (الإنجليزية)